# 파랑돔
파랑돔은 농어목 자리돔과의 바닷물고기이다. 그것은 인도양에서 발견된다. 몸의 길이는 30cm 정도이다. 몸빛은 전체적으로 파란색이다. 꼬리와 배 쪽은 노란색이고 가슴지느러미 밑에는 검은색 띠가 있다. 대한민국의 제주, 일본 중부 해안 등지에 분포한다.